# Stengel (1797)
La Stengel fu una fregata di primo rango, terza unità della Classe Fama destinata ad entrare in servizio nella Armada veneziana, ma fu catturata praticamente completa dai francesi a Venezia nel 1797. 

## Storia
La costruzione della terza fregata di primo rango, detta anche fregata grossa, della classe Fama fu autorizzata dal Senato, e la nave venne impostata presso l'Arsenale sotto la direzione dell'architetto Gian Battista Gallina, venendo poi quasi completata sotto la direzione dell'architetto Iseppo Cason. Questo tipo di unità, caratterizzate da una grande potenza di fuoco e da dimensioni paragonabili ad un vascello di primo rango della Classe Leon Trionfante, erano costruite con un sistema denominato "ad ordinata doppia" adottato nel 1780 sotto l’impulso dell'ammiraglio Angelo Emo che a quell’epoca ricopriva l'incarico di Ammiraglio dell’Arsenale.
L'unità fu catturata dai francesi praticamente completa sullo scalo dell’arsenale poco dopo la caduta della Repubblica di Venezia, avvenuta ufficialmente il 12 maggio 1797. Varata il 2 ottobre 1797 con il nome di Stengel, in onore del generale di divisione Henri Christian Michel Stengel ed entrò in servizio nella Marine nationale il 17 novembre successivo.
Lo Stengel fu trasferito a Tolone per terminare l'allestimento, e poi entrò a far parte della squadra navale del commodoro Bourdé che doveva trasferirsi a Corfù. 
Portatasi ad Ancona la nave vi trascorse un certo periodo insieme al vascello da 74 cannoni Laharpe, e le due unità furono poi raggiunte da un altro vascello da 64, il Beyrand. Insieme ad alcune unità minori i tre vascelli salparono da Ancona per tentare di portare aiuto alle truppe francesi assediate a Corfù da una squadra navale russo-turca al comando dell'ammiraglio Fëdor Fëdorovič Ušakov. A causa della presenza delle unità avversarie, superiori di numero e di armamento, e della caduta dell'isola avvenuta il 3 marzo 1799, la piccola squadra francese, intercettata all'altezza dell'isola di Lissa, ritornò ad Ancona, dove poi fu bloccata dalle navi russo-turche al comando del contrammiraglio Pavel Pustoshkin, 
Separatosi dal corpo principale della squadra navale, lo Stengel si rifugiò nella rada di Calamotta, da dove partecipò, in collaborazione con la flotta turco-russa, dal maggio al novembre 1799 all'assedio di Ancona, "abbozzato" ed utilizzato come batteria. Catturato all'atto della capitolazione della città, avvenuta il 14 novembre, nell'agosto 1800 venne mandato sotto bandiera austriaca a Venezia per le urgenti riparazioni insieme al Laharpe. Vi arrivò, però, semiaffondato e a causa dei gravi danni subiti ne fu decisa la conversione in pontone. Nel 1804 affondò completamente presso il suo posto di ormeggio, venendo riportato a galla l’anno successivo per essere trasformata in batteria galleggiante. 
Con la costituzione del Regno d'Italia, avvenuta nel 1805, la nave ritorno in possesso francese per essere trasformata in un pontone. Con il ritorno degli austriaci fu demolita nel corso del 1814.

### Esplicative
1. ↑  Nato il 11 maggio 1744, rimase ucciso il 28 aprile 1796 nel corso della battaglia di Mondovì.
2. ↑  Insieme al vascelli da 74 cannoni Laharpe e a quello da 64 Beyrand, entrambe unità già appartenenti alla marina veneziana, alla corvetta Cibele e alla gerba L'Egiziana che si trovavano ad Ancona.
3. ↑  Cioè ancorato in posizione di battaglia.

### Bibliografiche
1. 1 2  http://www.veneziamuseo.it/ARSENAL/schede_arsenal/fregate.htm.
2. 1 2 3  Levi 1896, p. 42.
3. ↑  Donolo 2012, p. 99.
4. ↑  Frasca 2012, p. 192.
5. ↑  Frasca 2012, p. 193.
6. ↑  Donolo 2012, p. 119.
7. ↑  Donolo 2012, p. 120.
8. 1 2  Virginio Ilari, Piero Crociani, La marina italiana di Napoleone (1796-1814), Le marine italiane del 1792-1815 n.1, 2010.